# 阿纳托利·格里戈里耶夫
阿纳托利·伊万诺维奇·格里戈里耶夫（俄语：Анатолий Иванович Григорьев，1943年3月23日—2023年2月11日），苏联及俄罗斯医学生理学家，俄罗斯科学院原副院长。主要从事空间生命科学的研究（研究宇宙空间特殊环境因素作用下的生命现象及其规律）。

## 生平
1943年生于乌克兰苏维埃社会主义共和国日托米尔州梅傑利夫卡。1966年毕业于莫斯科第二医学院，同年进入苏联卫生部生物医学问题研究所工作，1970年获医学博士学位。历任研究员，实验室主任。1983年至1988年担任生物医学问题研究所副所长。1988年至2008年担任所长。1990年当选苏联科学院通讯院士。1993年当选俄罗斯医学科学院院士。1997年当选俄罗斯科学院院士。1993年至2005年，担任俄罗斯医学科学院太空医学科学委员会主席。2007年6月至2017年9月，担任俄罗斯科学院副院长。

## 学术贡献
格里戈里耶夫是重力生理学的创始人之一。他带领生物医学问题研究所研究了生物体如何适应太空飞行，并主持开发了长期宇宙飞行条件下宇航员医疗保障系统。在该系统的支持下，宇航员瓦列里·波利亚科夫创下了438天的太空飞行纪录。

## 社会兼职
- 国际宇航联合会副主席（2004年－2008年）
- 莫斯科国立大学极端环境医学系主任（1996年－）

## 荣誉
- 二级、三级、四级祖国功勋勋章
- 荣誉勋章（1976年）
- 劳动红旗勋章（1982年）
- 苏联国家奖（1989年）
- 俄罗斯联邦国家奖（2001年）
- 俄罗斯联邦科学技术国家奖（2013年度）[3]
- 俄罗斯联邦功勋科学工作者荣誉称号（1996年）
- 太空探索者协会列昂诺夫奖章（2011年）